# Tendon
Tendon és un comú francès al departament dels Vosges (regió del Gran Est). L'any 2007 tenia 477 habitants.

## Urbanisme
Tendon és un comú rural, ja que és un dels comuns de densitat baixa o molt baixa, en el sentit de la quadrícula de densitat municipal de l'INSEE.
A més, el comú forma part de l'àrea d'atracció de l'Épinal, de la qual és un comú de la corona. Aquesta àrea, que inclou 118 comuns, es classifica en àrees de 50.000 a menys de 200.000 habitants.

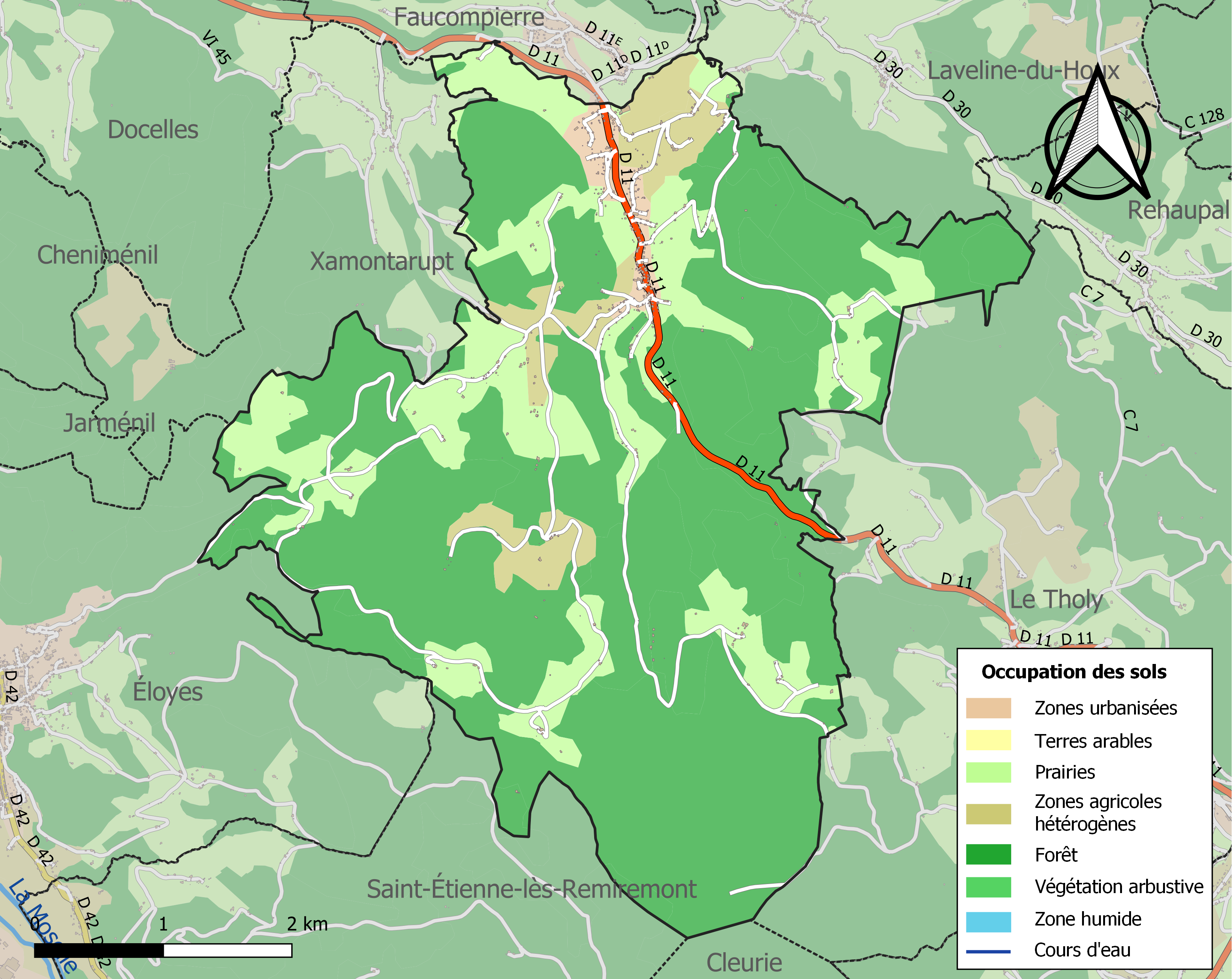
Mapa de la infraestructura i l'ús del sòl del comú l'any 2018 (CLC)

La cobertura del sòl del comú, tal com es desprèn de la base de dades europea de cobertura biofísica del sòl CORINE Land Cover (CLC), està marcada per la importància dels boscos i dels medis seminaturals (71,5% el 2018), una proporció idèntica a la de 1990 (72,3%). La distribució detallada el 2018 és la següent: boscos (71,5%), prats (20,7%), zones agrícoles heterogènies (5,9%), zones urbanitzades (1,9%).
L'IGN també ofereix una eina en línia per comparar l'evolució en el temps de l'ús del sòl al comú (o territoris a diferents escales). S'hi poden accedir en forma de mapes o fotografies aèries diverses èpoques: la Carta Cassini (segle xviii), el carta d'état-major (1820-1866) i el període actual (des del 1950).

## Demografia
El 2007 la població de fet de Tendon era de 477 persones. Hi havia 203 famílies, de les quals 59 eren unipersonals (33 homes vivint sols i 26 dones vivint soles), 59 parelles sense fills, 70 parelles amb fills i 15 famílies monoparentals amb fills.
La població ha evolucionat segons el següent gràfic:
La piràmide de població per edats i sexe el 2009 era:
| Homes | Edats   | Dones |
| ----- | ------- | ----- |
| 0     | 95 o +  | 0     |
| 0     | 90 a 94 | 0     |
| 4     | 85 a 89 | 8     |
| 0     | 80 a 84 | 0     |
| 4     | 75 a 79 | 12    |
| 4     | 70 a 74 | 8     |
| 12    | 65 a 69 | 0     |
| 12    | 60 a 64 | 8     |
| 16    | 55 a 59 | 8     |
| 20    | 50 a 54 | 16    |
| 20    | 45 a 49 | 12    |
| 12    | 40 a 44 | 20    |
| 12    | 35 a 39 | 12    |
| 12    | 30 a 34 | 16    |
| 20    | 25 a 29 | 24    |
| 20    | 20 a 24 | 8     |
| 20    | 15 a 19 | 32    |
| 4     | 10 a 14 | 8     |
| 16    | 5 a 9   | 24    |
| 16    | 0 a 4   | 12    |

## Habitatges
El 2007 hi havia 315 habitatges, 203 eren l'habitatge principal de la família, 90 eren segones residències i 22 estaven desocupats. 267 eren cases i 44 eren apartaments. Dels 203 habitatges principals, 156 estaven ocupats pels seus propietaris, 41 estaven llogats i ocupats pels llogaters i 6 estaven cedits a títol gratuït; 2 tenien una cambra, 21 en tenien dues, 29 en tenien tres, 32 en tenien quatre i 119 en tenien cinc o més. 152 habitatges disposaven pel capbaix d'una plaça de pàrquing. A 88 habitatges hi havia un automòbil i a 104 n'hi havia dos o més.

## Economia
El 2007 la població en edat de treballar era de 322 persones, 246 eren actives i 76 eren inactives. De les 246 persones actives 217 estaven ocupades (122 homes i 95 dones) i 29 estaven aturades (15 homes i 14 dones). De les 76 persones inactives 33 estaven jubilades, 17 estaven estudiant i 26 estaven classificades com a «altres inactius».

### Ingressos
El 2009 a Tendon hi havia 217 unitats fiscals que integraven 531 persones, la mediana anual d'ingressos fiscals per persona era de 16.280 €.

### Activitats econòmiques
Dels 20 establiments que hi havia el 2007, 1 era d'una empresa extractiva, 2 d'empreses de fabricació d'altres productes industrials, 6 d'empreses de construcció, 6 d'empreses de comerç i reparació d'automòbils, 3 d'empreses d'hostatgeria i restauració i 2 d'empreses de serveis.
Dels 5 establiments de servei als particulars que hi havia el 2009, 1 era un paleta, 1 guixaire pintor, 1 fusteria i 2 lampisteries.
L'any 2000 a Tendon hi havia 12 explotacions agrícoles que ocupaven un total de 144 hectàrees.

## Equipaments sanitaris i escolars
El 2009 hi havia una escola elemental.

## Poblacions properes
El següent diagrama mostra les poblacions més properes.